# Radcliffe FC
Radcliffe FC (celým názvem: Radcliffe Football Club) je anglický fotbalový klub, který sídlí ve městě Radcliffe v metropolitním hrabství Greater Manchester. Založen byl v roce 1949. Od sezóny 2018/19 hraje v Northern Premier League Division One West (8. nejvyšší soutěž). Klubové barvy jsou modrá a žlutá.
Své domácí zápasy odehrává na stadionu Stainton Park s kapacitou 4 000 diváků.

## Historické názvy
Zdroj: 
- 1949 – Radcliffe Borough FC (Radcliffe Borough Football Club)
- 2018 – Radcliffe FC (Radcliffe Football Club)[2]

## Získané trofeje
- Manchester Premier Cup ( 1× )
  - 2007/08

## Úspěchy v domácích pohárech
Zdroj: 
- FA Cup
  - 1. kolo: 2000/01
- FA Trophy
  - 3. kolo: 1995/96
- FA Vase
  - 4. kolo: 1993/94

## Umístění v jednotlivých sezonách
Stručný přehled
Zdroj: 
- 1963–1968: Lancashire Combination (Division Two)
- 1968–1971: Lancashire Combination
- 1971–1978: Cheshire County League
- 1978–1980: Cheshire County League (Division One)
- 1980–1982: Cheshire County League (Division Two)
- 1982–1983: North West Counties League (Division Two)
- 1983–1987: North West Counties League (Division One)
- 1987–1997: Northern Premier League (Division One)
- 1997–1998: Northern Premier League (Premier Division)
- 1998–2003: Northern Premier League (Division One)
- 2003–2007: Northern Premier League (Premier Division)
- 2007–2018: Northern Premier League (Division One North)
- 2018– : Northern Premier League (Division One West)

Jednotlivé ročníky
Zdroj: 
Legenda: Z - zápasy, V - výhry, R - remízy, P - porážky, VG - vstřelené góly, OG - obdržené góly, +/- - rozdíl skóre, B - body, červené podbarvení - sestup, zelené podbarvení - postup, fialové podbarvení - reorganizace, změna skupiny či soutěže
| Sezóny  | Liga                                         | Úroveň | Z  | V  | R  | P  | VG | OG | +/- | B  | Pozice |
| ------- | -------------------------------------------- | ------ | -- | -- | -- | -- | -- | -- | --- | -- | ------ |
| 2009/10 | Northern Premier League (Division One North) | 8      | 42 | 17 | 6  | 19 | 65 | 78 | -13 | 57 | 10.    |
| 2010/11 | Northern Premier League (Division One North) | 8      | 44 | 12 | 12 | 20 | 60 | 89 | -29 | 48 | 18.    |
| 2011/12 | Northern Premier League (Division One North) | 8      | 42 | 13 | 6  | 23 | 54 | 75 | -21 | 45 | 15.    |
| 2012/13 | Northern Premier League (Division One North) | 8      | 42 | 11 | 15 | 16 | 68 | 69 | -1  | 48 | 15.    |
| 2013/14 | Northern Premier League (Division One North) | 8      | 42 | 12 | 7  | 23 | 57 | 93 | -36 | 43 | 18.    |
| 2014/15 | Northern Premier League (Division One North) | 8      | 42 | 8  | 11 | 23 | 49 | 91 | -42 | 35 | 19.    |
| 2015/16 | Northern Premier League (Division One North) | 8      | 42 | 11 | 7  | 24 | 54 | 75 | -21 | 40 | 18.    |
| 2016/17 | Northern Premier League (Division One North) | 8      | 42 | 12 | 8  | 22 | 59 | 82 | -23 | 44 | 20.    |
| 2017/18 | Northern Premier League (Division One North) | 8      | 42 | 12 | 8  | 22 | 51 | 89 | -38 | 44 | 20.    |
| 2018/19 | Northern Premier League (Division One West)  | 8      | 38 |    |    |    |    |    |     |    |        |